# Sarcostemma andinum
Sarcostemma andinum là một loài thực vật có hoa trong họ La bố ma. Loài này được (Ball) R.W. Holm miêu tả khoa học đầu tiên năm 1950.